# Hortense a dit j'm'en f…
Pour plus de détails, voir Fiche technique et Distribution.
Hortense a dit j'm'en f… est un moyen métrage français réalisé en 1932 par Jean Bernard-Derosne, sorti en 1933, inspiré de la pièce Hortense a dit : « Je m'en fous ! » de Georges Feydeau.

## Synopsis
Rude journée chez le dentiste Folbraguet et son épouse Marcelle. Tout se serait passé comme d'habitude si seulement Hortense, la bonne, ne s'était avisée de répondre « J'm'en fous » à Madame. Tout le monde s'agite, les patients paniquent et l'infidélité de Folbraguet apparaît au grand jour malgré l'obstination de Marcelle à porter des œillères…

## Fiche technique
- Titre alternatif : Hortense a dit j'm'en fous, la symphonie dentaire[1]
- Réalisation : Jean Bernard-Derosne
- Assistant-réalisateur : Gilbert de Knyff
- Scénario : d'après la pièce Hortense a dit : « Je m'en fous ! » de Georges Feydeau (1916)
- Décors : Lucien Aguettand, Lucien Carré
- Directeurs de la photographie : Armand Thirard, Émile Monniot
- Musique : Lionel Cazaux
- Chanson : Lionel Cazaux (musique), Louis Poterat (paroles), interprétée par les Double-Two
- Son : Roger Hadjian
- Tournage : aux studios Pathé-Natan, 6 rue Francœur, 75018 Paris
- Producteurs : Marcel Vandal, Charles Delac, Henri Diamant-Berger
- Production : Vandal et Delac
- Distribution : Pathé-Consortium-Cinéma
- Pays d'origine :  France
- Format : Noir et blanc - 1,37:1 - 35 mm - Son mono
- Genre : vaudeville
- Durée : 50 minutes (version longue), ou 44 minutes (lors de sa sortie à Nice), ou 41 minutes (lors de sa sortie à Paris)
- Dates de sorties :
  - France : 21 juillet 1933 (Paris)
  - France :  29 novembre 1935 (Nice)

## Fiche artistique
- Mauricet : le dentiste Folbraguet
- Suzanne Dantès : Marcelle Folbraguet, sa femme
- Christiane Dor : Hortense, la bonne insolente des Folbraguet
- Pierre Palau : Vildamour
- Marcelle Praince : Mme Dingue
- Robert Charlet